# Crepis apula
Crepis apula là một loài thực vật có hoa trong họ Cúc. Loài này được (Fiori) Babc. mô tả khoa học đầu tiên năm 1941.